# Гауенштайнська залізниця
Гауенштайнська залізниця (нім. Hauensteinstrecke) — магістральна залізниця в Швейцарії, що сполучає міста Базель і Ольтен.

Початкову лінію побудували в 1853—1858 рр. під перевалом Унтерер-Гауенштайн, стародавнім маршрутом через гори Юра, з тунелем завдовжки 2495 м під селом Гауенштайн. 
У 1912—1916 рр. нову лінію з базисним тунелем завдовжки 8134 м побудували далі на схід, минаючи крутіші дільниці залізниці.

Зазвичай потяги далекого сполучення використовують базисну лінію тунелю, а стару горішню лінію використовують лише поїзди, що обслуговують місцеве населення. 
Іноді під час збоїв міжміські потяги курсують старою лінією, але це не займає багато часу, а перенаправлені поїзди витрачають приблизно на чотири хвилини довше, ніж звичайні рейси. 
Вантажні потяги рідко використовують горішню лінію через її великі ухили.

## Горішній тунель
Перша залізниця в Швейцарії була продовженням французької залізниці Страсбург — Базель від Мюлуза до Базеля, яка відкрилася до тимчасової станції за мурами Базеля 15 червня 1844 року та до постійної станції 11 грудня 1845 року. 
Попри постійні дискусії, минув деякий час, перш ніж цю залізницю продовжено до Швейцарії. 
У 1850 році Федеральна рада Швейцарії запросила двох британських інженерів Роберта Стефенсона та Генрі Свінберна розробити проєкт залізничної мережі для Швейцарської Конфедерації. 
Щоб сполучити три головні міста німецькомовної частини країни, Цюрих, Базель і Берн, експерти запропонували залізницю до Базеля вздовж Рейну або тунель під перевалом Пасванг, щоб сполучити зі Швейцарським плато. 
Федеральна рада схвалила проєкт залізниці з тунелем через Юру через перевал Унтерер-Гауенштайн або перевал Шафматт. Обидва шляхи проходили річкою Ергольц до Зіссаха; звідти маршрут повз Лойфельфінген через Гауенштайнський тунель до Ольтена. 
Досліджені варіанти містили залізницю через Гельтеркінден і звідти до Текнау чи Анвіля, а потім через тунель під перевалом Шафматт до Аарау. 
Безсумнівним переможцем цих варіантів була Лойфельфінгенська залізниця через її коротший тунель і трохи нижчу вартість будівництва.

### Будівництво
Будівництво горішнього тунелю в 1853 році компанією Schweizerische Centralbahn (SCB) було великим випробуванням, оскільки ніколи раніше в Швейцарії не проходили через гірський масив. 
Ніхто не думав, що тунель можна буде прокласти з обох боків і зустрітися посередині після років роботи. 
Щоб прискорити проєкт, англійський підрядник Томас Брассі вирішив прокласти тунель з п’яти точок — з обох кінців і з трьох перпендикулярних шахт від поверхні гори до осі тунелю.
Використовувані знаряддя були ще досить примітивними, такими як кувалди, долота, кирки, ломи та бурові штанги. Коні, чоловіки з багатьох країн і багато дітей працювали під великою небезпекою в тунелях і змушені були дихати задушливим димом і пилом. 
Підземні води та геологія складної структури Юри були недооцінені. 
На південній стороні від Тримбаха проходка тунелю мала хороший прогрес, але на північній стороні накопичилися проблеми. 
Хоча твердий вапняк можна було пробити, вода затопила тунель і постійно погрожувала втопити робітників. 
Оскільки тунель трохи опускався з півночі на південь, воду довелося збирати та викачувати вручну з тунелю.

### Пожежа
28 травня 1857 року вогонь перекинувся з кузні до тунелю і запалив його опалубні дошки та їх опорні балки. 
Деяким робітникам вдалося втекти до того, як палаючі крокви обрушилися. 
Велика кількість землі обвалилась в тунель і відрізала 52 робітників. 
Для гасіння пожежі в тунель вилили воду і спробували прорити тунель під завалами. 
Коли вода вступила в контакт із глинистими уламками, утворилася велика кількість токсичного чадного газу. Однак рятувальники й далі працювали, але їх довелося відкликати, коли 11 рятувальників загинули від отруєння чадним газом, а багато хто знепритомнів. 
Були спроби поліпшити циркуляцію повітря, але нічого не допомогло. 
На восьмий день після аварії вони нарешті прорвалися. 
За обваленою ділянкою тунелю вони знайшли мертвими всіх 52 шахтарів. 
Ймовірно, вони померли від отруєння газом у перший день після аварії. 
Загалом аварія забрала життя 63 осіб.

### Відкриття
1 травня 1858 року відкрита найскладніша дільниця мережі Швейцарської центральної залізниці. 
Маршрут через Лойфельфінген має ухил 26,3 проміле, один із найкрутіших маршрутів мережі Швейцарської центральної залізниці. 
Це була друга лінія в Швейцарії, побудована з подвійною колією. 
Лінія потребувала локомотивів, щоб перетягувати вантажні поїзди через перевал.

### Сьогодення
Після відкриття базисного тунелю рух горішньою Гауенштайнською залізницею припинено, а в 1938 році її скорочено з дво- до одноколійної. 
Наприкінці 1990-х років лінія опинилася під загрозою закриття. 
У 1997 році рейси на рік замінили автобусами, але відтоді між Зіссахом і Ольтеном знову курсують регіональні поїзди. 
У 2006 році «Läufelfingerli» знову опинився під серйозною загрозою заміни автобусами, але ця пропозиція відхилена парламентом кантону Базель-Ланд 16 листопада, і забезпечено фінансування залізничних послуг (як маршрут S9 Basel Regional S-Bahn) до 2009 року. 
Прихильники заміни автобусами стверджували, що відшкодування витрат на лінії становило близько 19 відсотків (проти 63 відсотки в службі S3 на базисний тунельній Гауенштайнській залізниці або від 70 до 80 відсотків для трамваїв у передмістях Базеля до Базель-Ланду) і що кошти для громадського транспорту, можна ефективніше використовувати для впровадження залізничного транспорту в густонаселеніших міських районах, тоді як автобуси придатніші для обслуговування сіл у долині Гомбургер, які обслуговує лінія з її досить великими відстанями між станціями. 
З іншого боку, прихильники збереження залізничного сполучення зазначали, що автобуси ніколи не пропонували рівноцінної заміни потягам (наприклад, з точки зору комфорту та пунктуальності).

## Базисний Гауенштайнський тунель
За перші 50 років експлуатації потяги, що курсували Гауенштайнською залізницею, ставали довшими та важчими, а на довгих підйомах вантажним поїздам потрібні були додаткові локомотиви. 
Виконувати ці складні операції, а також забезпечувати та підтримувати засоби для кріплення та від’єднання локомотивів у Зіссаху та Лойфельфінгені було дорого. 
Коли Швейцарські федеральні залізниці придбали мережу «Schweizerische Centralbahn» в 1901 році, вони шукали альтернативний маршрут з Ольтена. 
У 1909 році вирішили побудувати нову лінію через Гельтеркінден і Текнау.

### Будівництво
У 1912 році розпочалися підготовчі роботи для спорудження базисного тунелю через Юру. 
За чотири роки був побудований тунель довжиною 8 км. 
За півстоліття, що минуло з моменту завершення будівництва горішнього тунелю, методи прокладання тунелів кардинально змінилися. 
Ручні дрилі замінили верстати, а коней — бездимні локомотиви. 
Крім того, як запобіжний захід була побудована потужна насосна станція, щоб витримати будь-яке затоплення тунелю. 
8 січня 1916 року нову лінію відкрито. 
Лойфельфінська лінія з горішнім тунелем стала бічної лінією, а трамвай Трамвай Зіссах — Гельтеркінден, який відкрито 16 травня 1891 року, закрили.

### Сьогодення
На середину 2020-х рр. базисна Гауенштайнська залізниця є однією з найзавантаженіших залізниць у Швейцарії. 
Вона є складовою вантажної осі північ-південь, на якій працюють вантажні потяги SBB Cargo, BLS Cargo та інших компаній, включно із залізничним перевезенням колісного транспорту Фрайбург — Новара для вантажівок висотою до чотирьох метрів. 
Пасажирські перевезення на лінії складаються з півгодинних або погодинних (деякі двоповерхові) міжрегіональних і міжміських поїздів, які курсують на маршрутах між Базелем і Цюрихом, Берном і Люцерном. 
Крім того, маршрут S3 Basel Regional S-Bahn забезпечує місцеве сполучення з Базеля до Ольтена та далі до Лауфена щогодини. 
Поперечний переріз тунелю 48 м² дозволяє розвивати крейсерську швидкість 140 км/год. 
Напружений трафік загрожує створити вузьке місце. 
Тому досліджуються шляхи збільшення пропускної здатності лінії. 
Нещодавно станції та сигналізацію було адаптовано для збільшення частоти поїздів. 
Подальше збільшення пропускної спроможності лінії розглядалося із запровадженням проєкту Rail 2000 (модернізація залізничної магістралі між Цюрихом і Берном в 1970-х роках), нещодавно завершеною модернізацією, згідно «Rail 2000», багатьох швейцарських залізниць. 
Пропускна здатність була збільшена в рамках «Rail 2000» через відкриття обходу вузького місця в Праттельні з Адлерським тунелем довжиною понад 5 км між Лісталем і Муттенцом у грудні 2000 року. 
Зараз обговорюється продовження цієї лінії через Візенберзький тунель, між Лісталем або Зіссахом і Ольтеном; вона матиме сполучення із залізницею в Аарау та Цюриху та із залізницею на Ольтен і Берн. 
Поки що фінансування для цього проєкту не знайдено.